# Eoscansor cobrensis
Eoscansor cobrensis és una espècie extinta de sinàpsid de la família dels varanòpids que visqué en allò que avui en dia és Nord-amèrica durant el Carbonífer superior. Se n'han trobat restes fòssils a la formació del canyó El Cobre, a Nou Mèxic (Estats Units). Es tracta de l'única espècie del gènere Eoscansor. Era un varanòpid menut que es diferenciava de la majoria dels altres membres de la seva família per la simplicitat de les seves dents. El nom genèric Eoscansor significa ‘escalador de l'alba’ en llatí, mentre que el nom específic cobrensis significa ‘d'El Cobre’ i es refereix a la seva localitat tipus.